# Гели (скіфське плем'я)

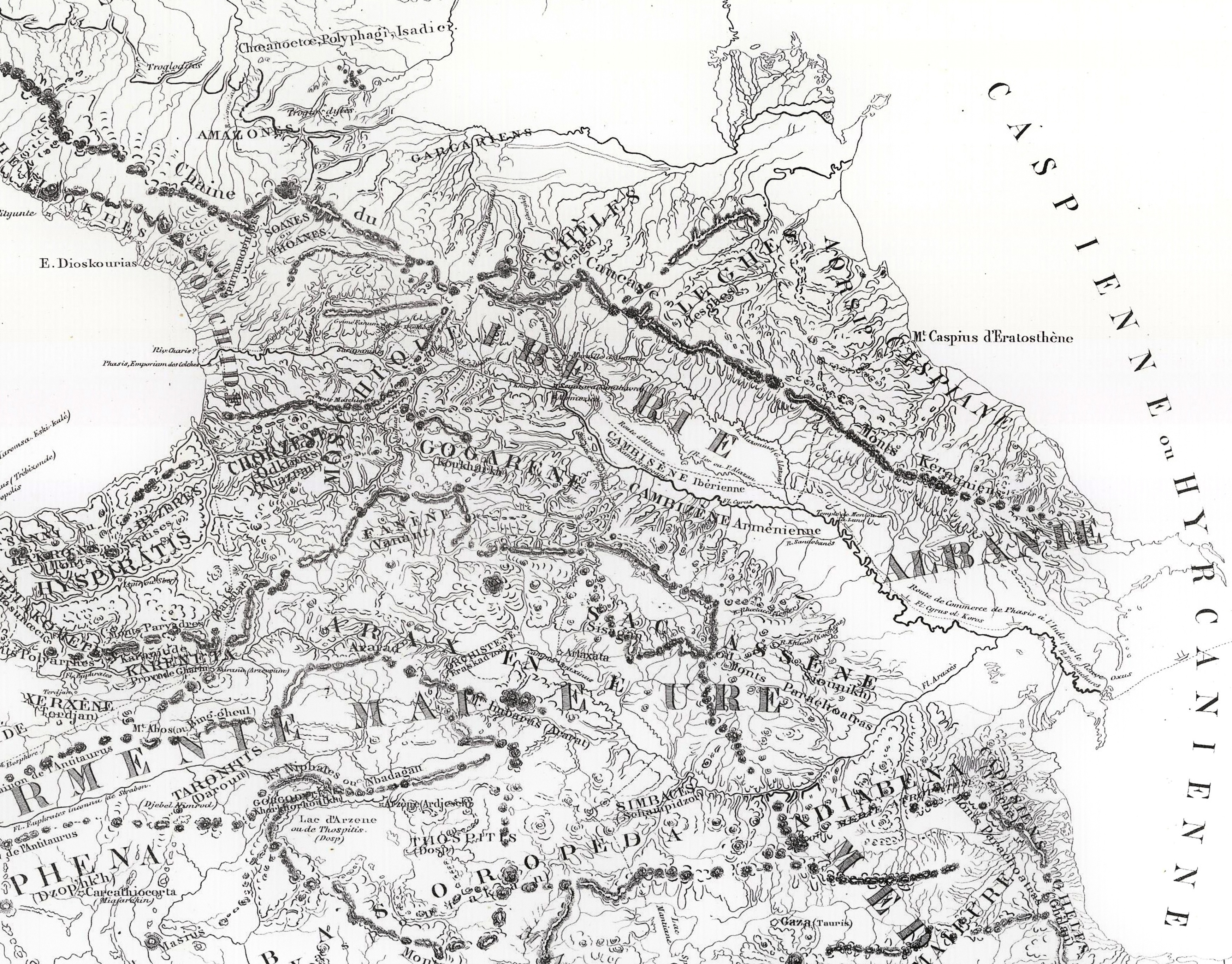
Кавказ у I столітті до нашої ери за Страбоном.

Гели (дав.-гр. Γῆλαι, Γέλαι, або Γέλοι, Gélai або Géloi), або гелійці, були скіфським племенем, яке згадується Страбоном та іншими античними авторами як таке, що проживало на південних берегах Каспійського моря. Назва провінції Ґілян, ймовірно, походить імені гелів. Інша гіпотеза кількох істориків припускає, що гели еквівалентні галгам, давнім сусідам легів (лексів).

## Класичні джерела
Страбон вперше згадує гелів разом із легами в п'ятому розділі одинадцятої книги своєї «Географії», які, за словами Феофана Мітіленського, сподвижника Помпея в його кавказькому поході в першому столітті до нашої ери, жили між амазонками та албанцями, тобто на Північному Кавказі. Плутарх уточнює, що амазонки не межували з албанцями, а були відокремлені одне від одного гелами і легами. Отже, вони повинні були бути народами, сусідніми з албанцями, але відрізнялися від них.
Друга розповідь Страбона про гелів розміщує їх серед племен південного Каспію, до яких входили кадусії, марди, вітії та анаріаки, що не узгоджується з тим, що він говорить про їхнє місцеположення на початку своєї «Географії». Можливо, ми повинні припустити, що цей народ, принаймні частково, або змінив своє місце проживання, або, можливо, був іншим племенем із подібною назвою. Якщо, як здається ймовірним, цей опис точно відображає їхній розподіл із заходу на схід, то гели жили б безпосередньо на схід від річки Аракс, уздовж кордону Вірменії. Припускається, що їхня територія була відносно непродуктивною, не мала великої сільськогосподарської та бідна видобувними копалинами. Пліній вважає гели та кадусії синонімами, причому «кадусії» — це грецька назва племені, а «гели» — його східний еквівалент. Якщо він правий, то цілком ймовірно, що назва сучасного Ґіляну походить від назви гелів.
Згідно з пізньокласичним автором Бардайсаном, гели (гіліти), які жили вздовж Каспійського моря, мали жіночних чоловіків і мужніх жінок, подібно до громадян Кум за часів тирана Арістодема.
Among the Gelae women sow, harvest, build and do all the things that workers do. They wear plain garments, do not wear sandals and make no use of agreeable perfumes. They are not reproached if they fornicate with foreigners or the servants in their household. Gelae men, on the other hand, wear coloured garments and ornaments of gold and precious stones and anoint themselves with agreeable perfumes. They do so not because they are effete but because of a law. The men love hunting and fighting.

## Останні дослідження
Сучасні вчені висунули різні гіпотези щодо первісного розташування, етнічної приналежності та мови гела. Арнольд Чікобава, Іване Джавахішвілі, Вільям Е. Д. Аллен, Петро Бутков, Адольф Берже та інші відносять гела до сучасної гальгаї (інгуші). Пітер фон Услар писав, що сліди назви Гела можна знайти в північному Дагестані. Зв'язок між ім'ям Гілан і гелами далі обговорювався Василем Бартольдом і Е. А. Грантовським, які погоджуються з визначенням Плінієм гела і кадусіїв як одного народу, який розмовляв прабатьковою формою талиської мови, однієї з іранських мов.